# Happysad
Happysad (en minúscula) es un grupo polaco de rock.

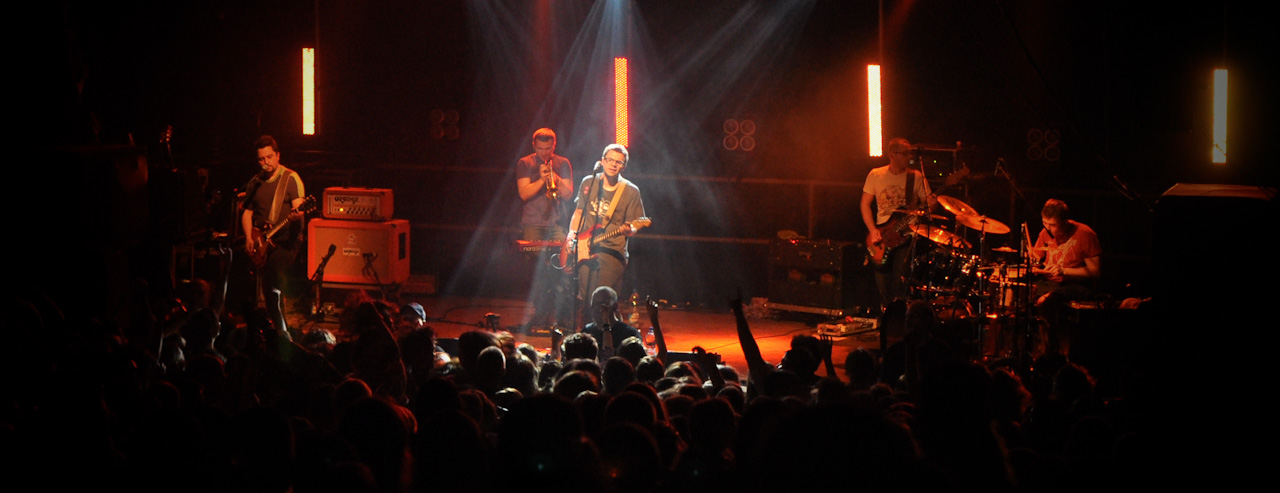
happysad en el clubo Dekompresja en Łódź

| Período de actividad  | 2001 - presente                 |
| Origen                | Polonia (Skarżysko-Kamienna)    |
| Género                | rock alternativo                |
| Discográfica(s)       | Mystic Production, S.P. Records |
| Artistas relacionados | Sen Zu                          |

## Historia
La banda fue fundada en 2001 en Skarżysko-Kamienna por músicos que ya habían tocado juntos. Desde 1995 se les conocía como HCKF (Hard Core’owe Kółko Filozoficzne - Hard Core Círculo de Filosofía), y en 1997 el nombre de la banda cambió a Happy Sad Generation. El nombre happysad no se formó hasta 2002, cuando también se eligió el logotipo del grupo (con el nombre escrito en minúsculas), y se grabó la primera maqueta, con material que luego se incluyó en el álbum Wszystko jedno.
En julio de 2004, S.P. Records publicó el álbum de debut del grupo, "Wszystko jedno". El sencillo "Zanim pójdę", que promocionaba el álbum, se mantuvo en la prestigiosa lista de éxitos del radio polaco Polskie Radio Program III durante 33 semanas. En abril de 2007, la revista polaca Teraz Rock reconoció "Wszystko jedno" como uno de los 50 álbumes más importantes de la historia del rock polaco.
En octubre de 2005 salió a la venta el segundo álbum titulado "Podróże z i pod prąd", que fue muy bien recibido por el público que llenaba las salas de conciertos de la gira promocional. El álbum también recibió críticas positivas: según la revista Teraz Rock, fue uno de los mejores discos polacos de 2005.
A mediados de 2006 hubo un cambio en la batería de la banda: Maciej Sosnowski fue sustituido por Jarosław Dubiński.
El 1 de septiembre de 2007 happysad organizó el festival SKARfest durante el cual estrenó su tercer álbum "Nieprzygoda". Las grabaciones se realizaron en el estudio de Polskie Radio (la Radio Polaca) y en el estudio de SP Records (abril-junio de 2007). El productor e ingeniero de las grabaciones fue Leszek Kamiński. En la grabación participaron músicos invitados: Janusz Zdunek (trompeta) y Marcin Świderski (teclados).  
A mediados de septiembre de 2007  "Nieprzygoda" fue el álbum más vendido de Polonia. Durante la gira promocional de otoño – Nieprzygoda Tour 2007, el grupo dio conciertos en más de 40 ciudades del país.
El 21 de junio de 2008 la banda firmó un contrato con Mystic Production para su primer DVD en directo. El vídeo presenta un concierto grabado el 4 de octubre en el club Studio de Cracovia durante la gira de otoño "Długa droga tour". El álbum de conciertos de Happysad "Na żywo w Studio" obtuvo el estatus de disco de oro el día de su estreno, el 24 de noviembre de 2008. Los lectores de la revista Teraz Rock (n.º 2(72)2009) eligieron el álbum de conciertos como el mejor lanzamiento en DVD de la música polaca de 2008. El 16 de febrero de 2009 se publicó un doble CD con una versión audio del concierto.
Durante la gira de primavera Eska Rock Tour 2009, a happysad se adhirió un miembro nuevo: Daniel Pomorski (trompeta, teclados), quien ya había cooperado con el grupo en el álbum en vivo "Na żywo w Studio".
El 19 de octubre de 2009 se estrenó el álbum titulado "Mów mi dobrze", edición de Mystic Production que incluía 12 temas. El nuevo álbum se grabó en los estudios de Polskie Radio (la Radio Polaca), con Leszek Kamiński como ingeniero de sonido y productor. En mayo de 2010, el álbum obtuvo la categoría de oro.
El 2 de octubre de 2010, la banda emprendió la gira "Skazani na busa Tour", pero tuvo que suspenderla a finales de noviembre de 2010 debido a la grave enfermedad del baterista. El grupo anunció que las ciudades en las que no se realizaron los conciertos anunciados se incluirán en la próxima gira de invierno y primavera de la banda. Durante la gira "Skazani na busa Tour", la banda tocaba las canciones de todos sus álbumes, con "Ostatni blok w mieście" y "Manewry szczęścia" orquestadas de nuevo, así como una pieza hasta ahora desconocida "Nic nie zmieniać".
En 2011 en Jarocin, la banda dio un concierto especial con el motivo de su décimo aniversario. La banda estuvo acompañada por invitados especiales: Karol Strzemieczny (Paula y Karol, Stan Miłości i Zaufania), Czesław Mozil, Piotr "Gutek" Gutkowski (Indios Bravos) y Krzysztof "Grabaż" Grabowski (Strachy na Lachy, Pidżama Porno).
El 7 de octubre de 2011 se estrenó el doble álbum de aniversario "Zadyszka". El primer disco contiene versiones de canciones conocidas de happysad interpretadas por amigos de la banda, como Czesław Śpiewa, Indios Bravos, Enej, Muchy, Hurt y Frontside. El segundo CD es una grabación completa del mencionado concierto jubilar en el Festival de Jarocin.
En otoño de 2011, con la ocasión de su aniversario, la banda realizó una gira de conciertos llamada "Zadyszka Tour", durante la cual aparecieron en el escenario interesantes invitados y bandas amigas. La selección de canciones era interesante - el set de los conciertos representaba la cronología de toda la actividad de la banda: desde la primera maqueta, pasando por todos los discos del grupo. Además, el 1 de octubre, durante el concierto de apertura de la gira en Skarżysko-Kamienna, se reeditó la primera maqueta del grupo. En el librito de la maqueta se lee: "Hola, tienes en tus manos una copia exacta de la maqueta que grabamos en el estudio Kaesemek de Końskie entre el 8 y el 12 de abril de 2002. A partir de este importante momento contamos la historia de happysad (...)".
En febrero de 2012, la banda se retiró a una casa en Nowy Kawków, lejos del bullicio de la civilización, donde acompañados por Leszek Kamiński - de nuevo en el papel de productor e ingeniero - grabaron el material para su próximo álbum. El disco titulado "Ciepło/Zimno" contiene 12 canciones más una pieza oculta "Stare miasto". La portada del álbum fue dibujada por Dawid Ryski. El estreno del álbum tuvo lugar el 5 de septiembre de 2012.
En 2012 el grupo fue invitado a actuar en el festival más grande de Europa: Przystanek Woodstock. La actuación del grupo fue galardonada con un premio especial “Złoty Bączek” (Bote de oro), concedido en una encuesta del público, así como con una invitación a la próxima edición del festival. La actuación de 2013 se grabó para ser lanzada en un CD/DVD titulado "Przystanek Woodstock 2013", que se publicó el 4 de diciembre de 2013.
En 2014, la banda grabó otro álbum titulado. "Jakby nie było jutra".
En 2017, happysad lanzó su séptimo álbum titulado. "Ciało obce".
El 31 de marzo, la banda dio su concierto número 1000 en el club Centrum Koncertowe A2 de Wrocław.
En 2019, el grupo actuó como el invitado especial del 16º festival de reggae Najcieplejsze Miejsce na Ziemi en Wodzisław Śląski.

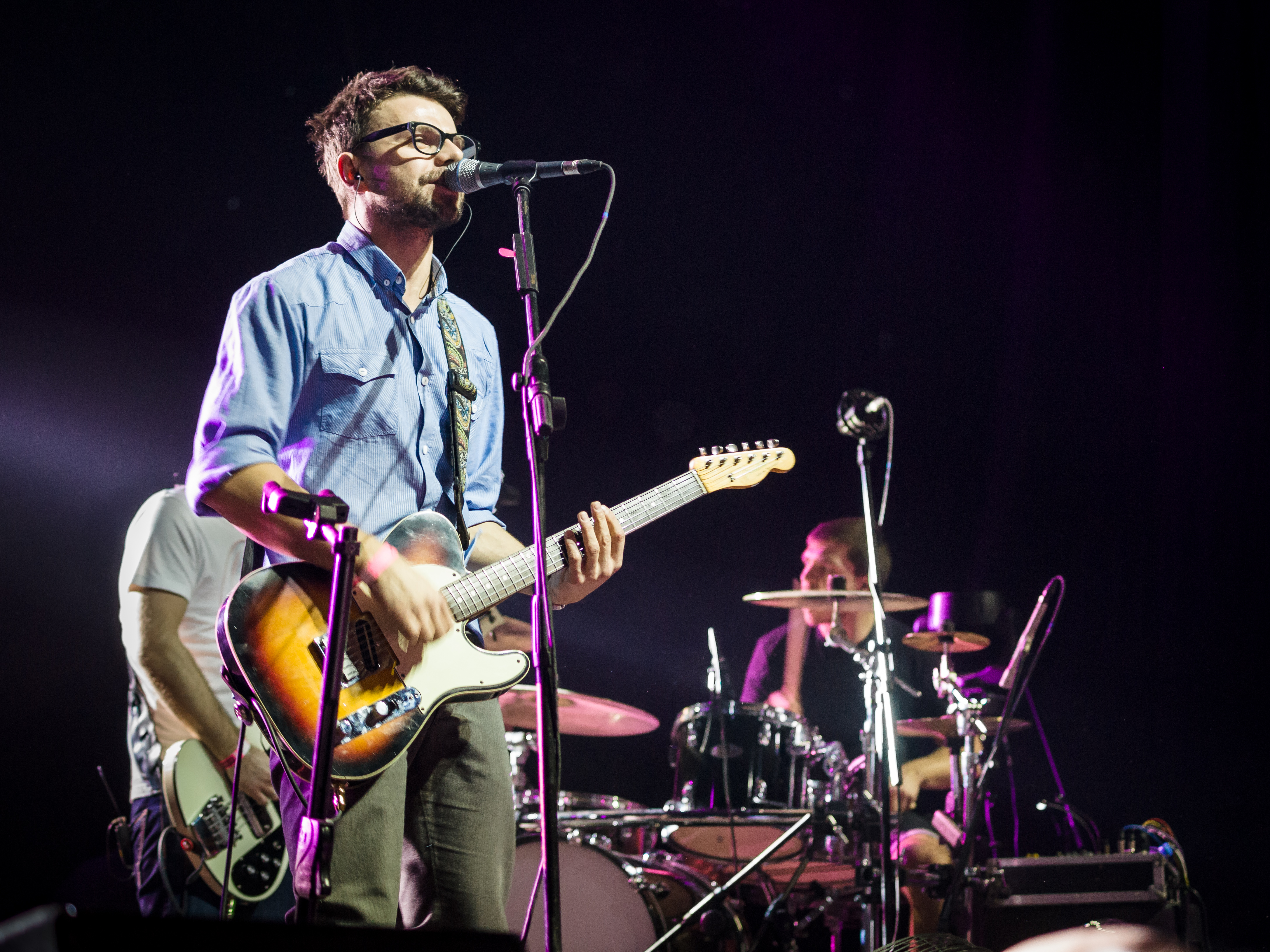
Jakub Kawalec "Quka", vocalista de happysad durante el Rocket Festival 2013 en Varsovia

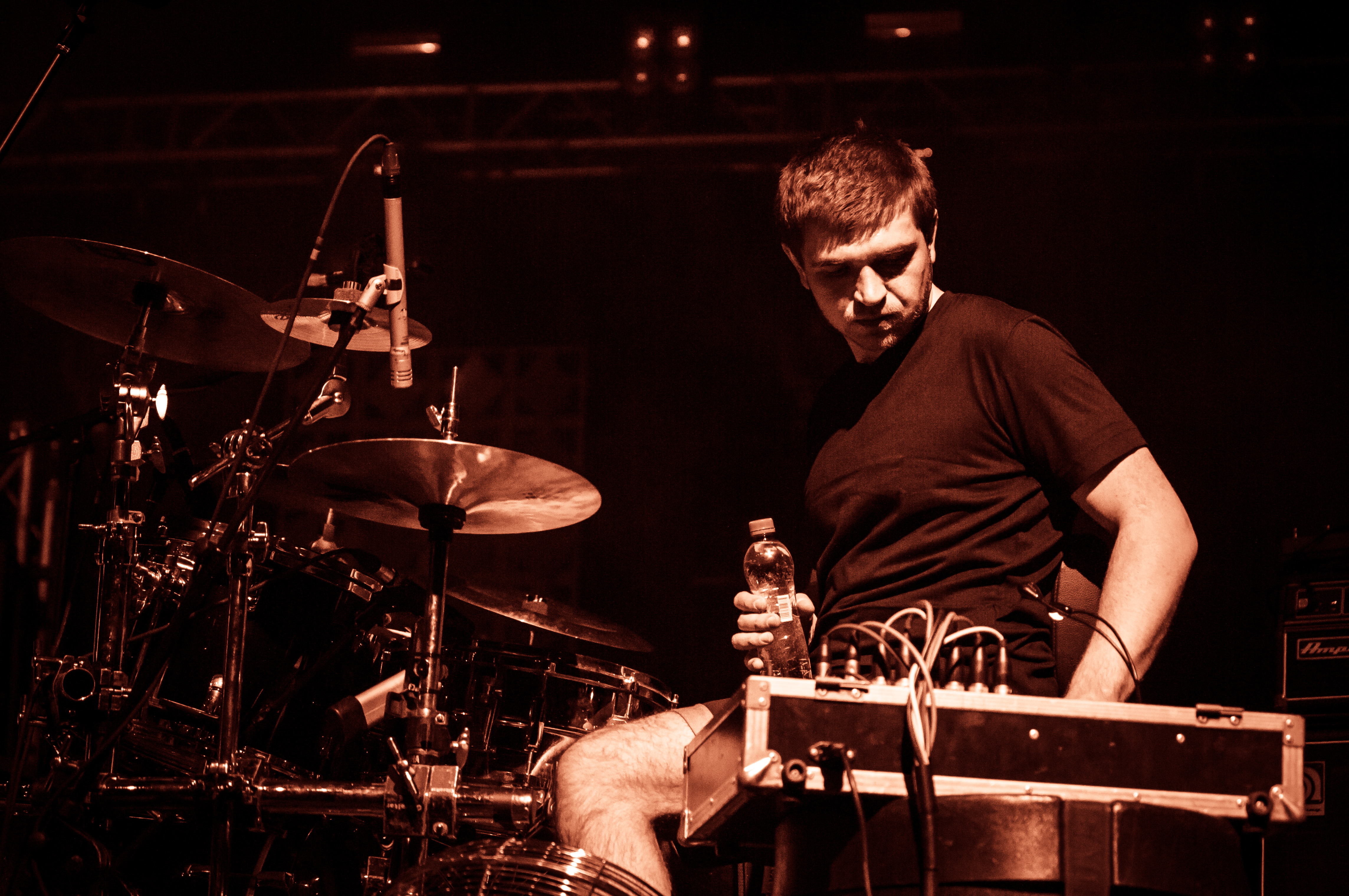
Jaroslaw Dubinski "Dubin", batería de happysad durante el Rocket Festival 2013 en Varsovia

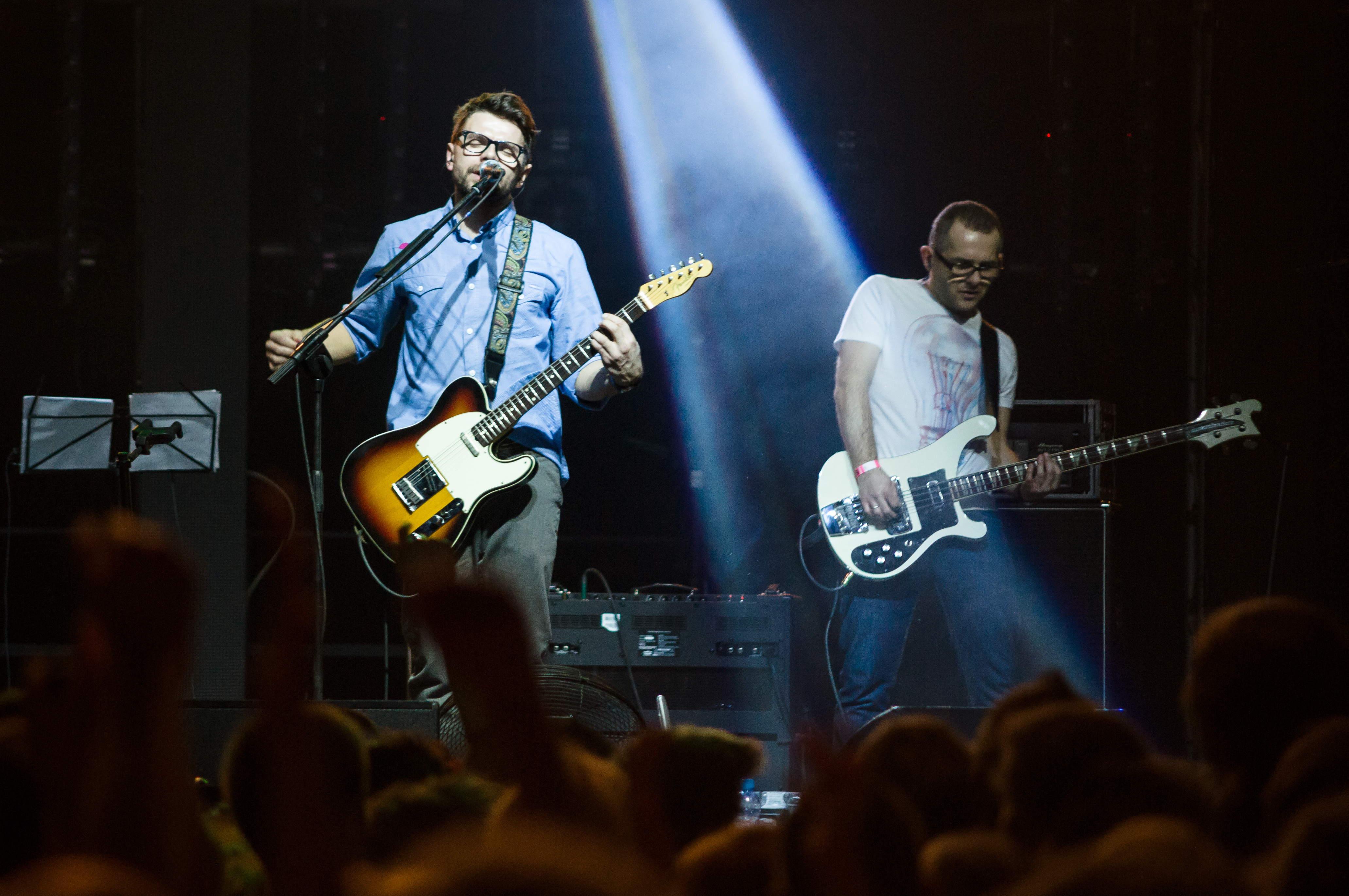
Jaroslaw Dubinski "Dubin", batería de happysad durante el Rocket Festival 2013 en Varsovia

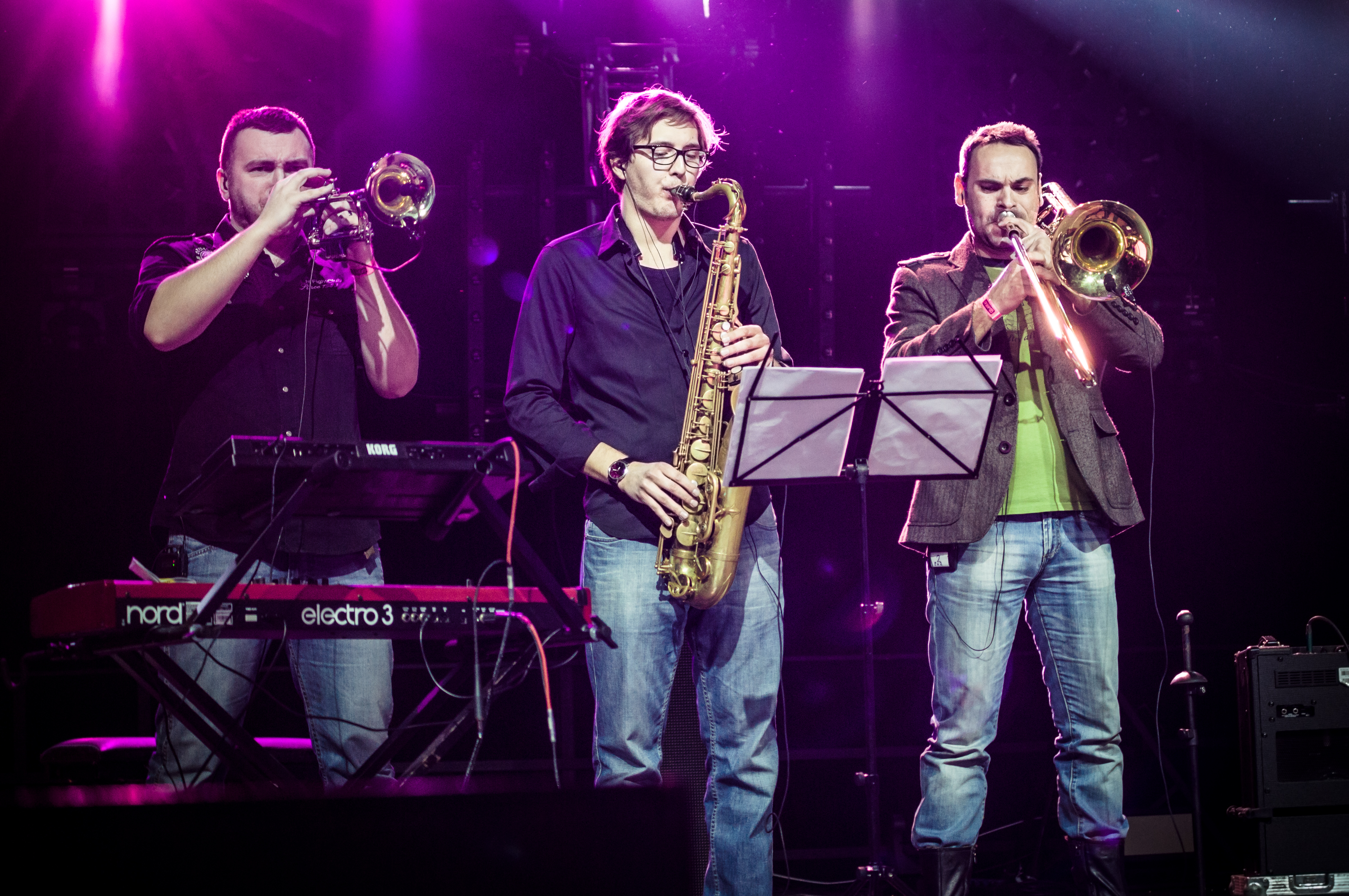
La sección de vientos de Happysad durante el Festival Rocket 2013 en Varsovia

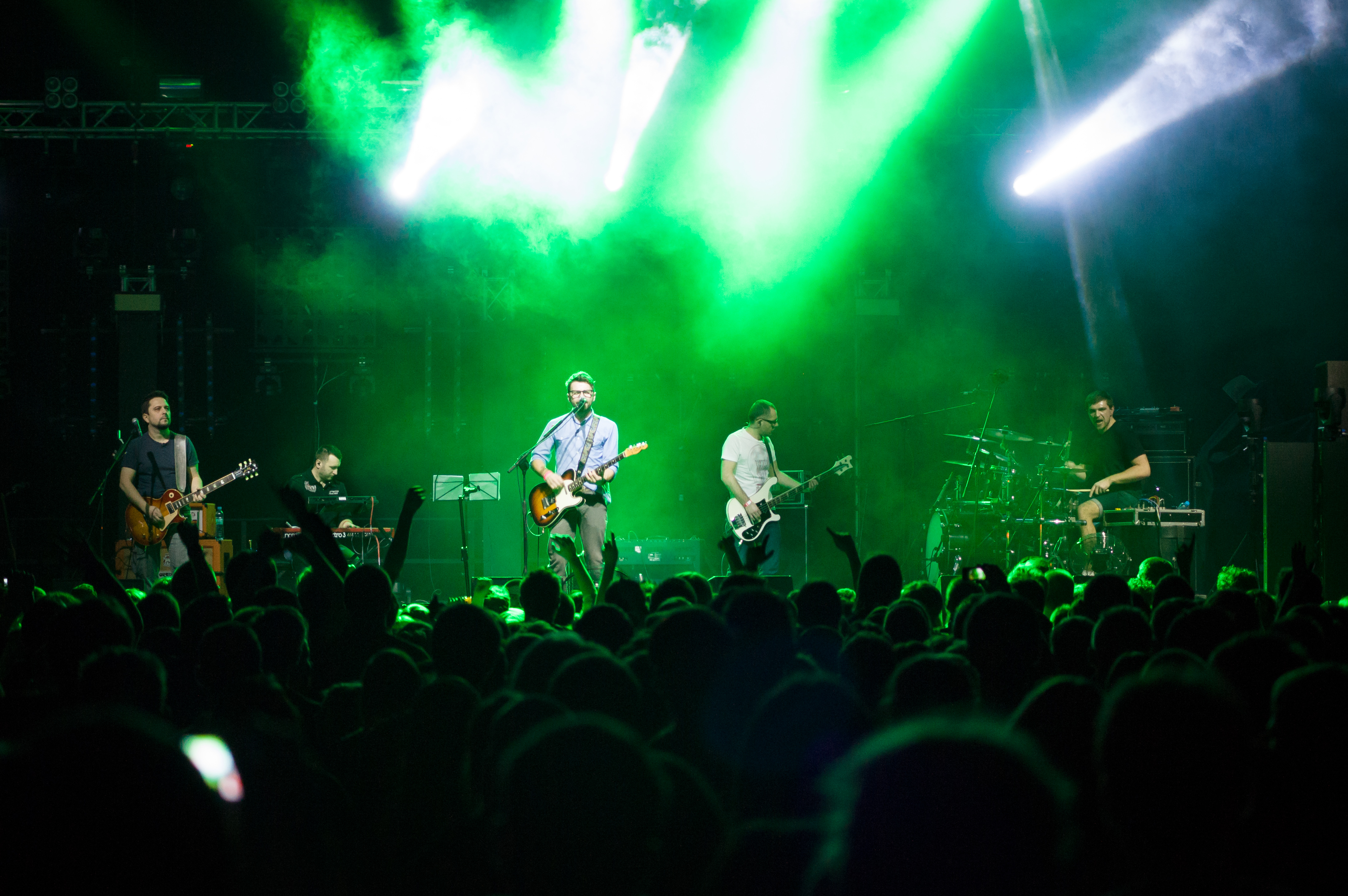
La banda Happysad durante el Festival Rocket 2013

## Obra
El estilo de happysad se describe a menudo como una mezcla de rock alternativo y guitarrero. Sin embargo, el vocalista, Jakub Kawalec, describió su música como rock regresivo, desvinculándose de la tendencia punk rock. En una entrevista con la revista Pressja, dijo:
No somos punk rockers. No nos identificamos con ninguna ideología, ni con el punk ni con el punk rock. (...) Teníamos un par de ideas para unas cuantas canciones y enseguida nos metieron en el mismo saco con las bandas que llevan 20 años rebelándose. Para nosotros se trata principalmente de la música. Siempre digo que somos unos auténticos románticos sin ideales. (...) No somos una especie de criatura moralizadora que establece las direcciones del pensamiento.
El guitarrista Łukasz Cegliński complementó esta afirmación:
(...) en los 70 o a mediados de los 80 a través del punk rock o la música punk la gente quería hacer algo, cambiar el mundo, y nosotros no queremos hacerlo.
Además, Jakub Kawalec, caracterizando el género musical del grupo, dijo:
[...] somos una banda que toca rock regresivo, es decir, que se opone completamente al rock progresivo, no aportando absolutamente nada a la realidad musical - los estilos se mezclan de los ya existentes. No buscamos, recreamos.
Sin embargo, tras el lanzamiento de "Ciepło/Zimno", en una entrevista para la revista Teraz Rock, la banda cuestiona la validez del término rock regresivo:
(...)Puedes buscar. Y este álbum es exactamente eso. No sé si nuestra etiqueta de "rock regresivo", por muy contraria que sea, sigue siendo válida, porque en la realidad la banda se ha dedicado a la búsqueda (...)
Tras la publicación de su primer álbum, se acusó al grupo de ser demasiado simple; una revista especializada describió las canciones como de tres acordes. Por otro lado, esta simplicidad se consideraba a veces una ventaja. La revista Cogito escribió: "Las guitarras, aparentemente sin complicaciones, evitan los solos de mástil abrasivos, pero te dejan boquiabierto con su color (...) y su destreza". La revista Teraz Rock describe en su reseña las letras de Kawalec como simples, directas, escritas con un toque ligero y sin pretensiones, y la música como carente de ideas increíbles, pero llena de encanto, calidez, belleza ingenua y sutileza específica.
Las canciones del segundo álbum son más complejas en cuanto a arreglos, y también más variadas. En "Wszystko jedno" la banda fue elogiada por hacer malabarismo con las convenciones; es similar en "Podróże"... - desde temas melódicos, dinámicos y orientados al reggae, llenos de energía positiva, hay canciones y baladas afiladas, roqueras y ligeramente sombrías.
El tercer álbum - "Nieprzygoda" - se percibe como el más maduro en la producción de la banda. Se aleja de los sonidos fuertes en favor de las composiciones extensas y la psicodelia. En Strip-Tease para la revista Teraz Rock, el vocalista Jakub Kawalec dice: "(...) Queríamos tomarnos un pequeño respiro de este enérgico aporreo. Sentimos la necesidad de detenernos un poco. Fue como abrir una ventana en la habitación para que entrara un poco de aire fresco".
El cuarto álbum del grupo, "Mów mi dobrze" es mucho más alegre y enérgetico. Se podría decir que es completamente opuesto al álbum anterior. Solo contiene dos canciones anteriormente conocidas: "W piwnicy u dziadka" y "Nie ma nieba", y 10 canciones de estreno. La instrumentación adicional añade al álbum dinamismo y sabor: aparece la trompeta, igual que en el segundo disco, y además teclados y acordeón.

## Músicos
| - Jakub Kawalec – voz, guitarra, letras - Łukasz „Pan Latawiec” Cegliński – guitarra - Artur „Artour” Telka – guitarra baja - Jarosław „Dubin” Dubiński – batería - Maciej „Ramzej” Ramisz – teclado, guitarra, voz - Michał „Misiek” Bąk – saxófono, teclado, voz | - Paweł Półtorak – batería (2002) - Piotr „Szosiu” Szostak – batería (2003) - Maciek „Ponton” Sosnowski – batería (2003/2006) |

## Discografía

### Álbumes
| Título                | Detalles de álbum                                                        | Posiciones en listas | Certificaciones                         |
| Título                | Detalles de álbum                                                        | POL                  | Certificaciones                         |
| Wszystko jedno        | - Lanzamiento: 1 de julio de 2004 - Discográfica: S.P. Records           | —                    |                                         |
| Podróże z i pod prąd  | - Lanzamiento: 12 de octubre de 2005 - Discográfica: S.P. Records        | 21                   |                                         |
| Nieprzygoda           | - Lanzamiento: 1 de septiembre de 2007 - Discográfica: S.P. Records      | 1                    |                                         |
| Mów mi dobrze         | - Lanzamiento: 19 de octubre de 2009 - Discográfica: Mystic Production   | 7                    | - POL: Disco de Oro                     |
| Ciepło/Zimno          | - Lanzamiento: 5 de septiembre de 2012 - Discográfica: Mystic Production | 1                    | - POL: Disco de Oro                     |
| Jakby nie było jutra  | - Lanzamiento: 22 de octubre de 2014 - Discográfica: Mystic Production   | 1                    | - POL: Disco de Oro (diciembre de 2014) |
| Ciało obce            | - Lanzamiento: 10 de febrero de 2017 - Discográfica: Mystic Production   | 1                    |                                         |
| Rekordowo letnie lato | - Lanzamiento: 29 de noviembre de 2019 - Discográfica: Mystic Production | 6                    |                                         |

#### Álbum de tributo
| Título   | Detalles de álbum                                                     |
| Zadyszka | - Lanzamiento: 7 de octubre de 2011 - Discográfica: Mystic Production |

#### Álbumes en directo
| Título                          | Detalles de álbum                                                      | Posiciones en listas |
| Título                          | Detalles de álbum                                                      | POL                  |
| Na żywo w Studio                | - Lanzamiento: 16 de febrero de 2009 - Discográfica: Mystic Production | —                    |
| Przystanek Woodstock 2013       | - Lanzamiento: 4 de diciembre de 2013 - Discográfica: Złoty Melon      | —                    |
| Festival Pol’and’Rock Live 2019 | - Lanzamiento: 16 de octubre de 2020 - Discográfica: Mystic Production | 19                   |

### Sencillos
| Año                                                  | Título                                 | Posiciones máximas en las listas de éxitos | Posiciones máximas en las listas de éxitos       | Posiciones máximas en las listas de éxitos | Álbum                 |
| Año                                                  | Título                                 | LP3 (Lista de éxitos de Program Trzeci)    | SLiP (Lista de éxitos de Polskie Radio Szczecin) | NRD (Eska Rock)                            | Álbum                 |
| 2004                                                 | „Zanim pójdę”                          | 12                                         | –                                                | –                                          | Wszystko jedno        |
| 2005                                                 | „Wrócimy tu jeszcze”                   | 10                                         | –                                                | –                                          | Wszystko jedno        |
| 2005                                                 | „Jeszcze, jeszcze”                     | –                                          | –                                                | –                                          | Wszystko jedno        |
| 2005                                                 | „Od kiedy ropą”                        | –                                          | 25                                               | –                                          | Podróże z i pod prąd  |
| 2006                                                 | „Nostress/Łydka”                       | 27                                         | –                                                | –                                          | Podróże z i pod prąd  |
| 2006                                                 | „Z pamiętnika młodej zielarki”         | –                                          | –                                                | –                                          | Podróże z i pod prąd  |
| 2007                                                 | „Milowy las”                           | 9                                          | 13                                               | –                                          | Nieprzygoda           |
| 2008                                                 | „Długa droga w dół”                    | 16                                         | –                                                | –                                          | Nieprzygoda           |
| 2008                                                 | „Damy radę”                            | 15                                         | –                                                | –                                          | Nieprzygoda           |
| 2009                                                 | „Styrana”                              | –                                          | –                                                | –                                          | Na żywo w studio      |
| 2009                                                 | „Mów mi dobrze”                        | 16                                         | 6                                                | –                                          | Mów mi dobrze         |
| 2009                                                 | „Nie ma nieba”                         | –                                          | –                                                | –                                          | Mów mi dobrze         |
| 2010                                                 | „Taką wodą być”                        | –                                          | 1                                                | 1                                          | Mów mi dobrze         |
| 2010                                                 | „Made in China”                        | 34                                         | 3                                                | 4                                          | Mów mi dobrze         |
| 2010                                                 | „W piwnicy u dziadka”                  | –                                          | –                                                | 13                                         | Mów mi dobrze         |
| 2011                                                 | „Ojczyzna”                             | –                                          | –                                                | –                                          | Zadyszka              |
| 2011                                                 | „Manewry szczęścia”                    | –                                          | –                                                | 1                                          | Zadyszka              |
| 2012                                                 | „Wpuść mnie”                           | 25                                         | 8                                                | 2                                          | Ciepło/Zimno          |
| 2012                                                 | „Bez znieczulenia”                     | –                                          | –                                                | 1                                          | Ciepło/Zimno          |
| 2012                                                 | „Poznański”                            | 33                                         | –                                                | –                                          | Ciepło/Zimno          |
| 2013                                                 | „Niezapowiedziana”                     | 39                                         | 6                                                | 1                                          | Ciepło/Zimno          |
| 2013                                                 | „Nie będziem płakać” (feat. Marcelina) | –                                          | –                                                | –                                          | Ciepło/Zimno          |
| 2014                                                 | „Smutni ludzie”                        | 27                                         | –                                                | –                                          | Jakby nie było jutra  |
| 2014                                                 | „Ciała detale”                         | –                                          | –                                                | –                                          | Jakby nie było jutra  |
| 2014                                                 | „Tańczmy”                              | –                                          | –                                                | –                                          | Jakby nie było jutra  |
| 2015                                                 | „Powódź dekady”                        | 32                                         | –                                                | –                                          | Jakby nie było jutra  |
| 2017                                                 | „Nadzy na mróz”                        | 18                                         | 9                                                | –                                          | Ciało obce            |
| 2017                                                 | „Dłoń”                                 | –                                          | –                                                | –                                          | Ciało obce            |
| 2017                                                 | „Heroina”                              | –                                          | –                                                | –                                          | Ciało obce            |
| 2018                                                 | „XXM”                                  | –                                          | –                                                | –                                          | Ciało obce            |
| 2019                                                 | „Zmęczony”                             | –                                          | –                                                | –                                          | –                     |
| 2019                                                 | „Cały”                                 | 46                                         | –                                                | –                                          | Rekordowo letnie lato |
| 2019                                                 | „Jak dawniej”                          | 47                                         | –                                                | –                                          | Rekordowo letnie lato |
| 2019                                                 | „Słoneczniki i konopie”                | -                                          | –                                                | –                                          | Rekordowo letnie lato |
| 2020                                                 | „Mgła na torach”                       | 29                                         | –                                                | –                                          | Rekordowo letnie lato |
| „–” significa que el sencillo no ha sido catalogado. |                                        |                                            |                                                  |                                            |                       |

## Videografía

### Álbumes en DVD
| Título                    | Detalles del álbum |
| Na żywo w Studio          | - fecha de lanzamiento: 24 listopada 2008 - incluye: grabaciones del concierto que tuvo lugar el 4 de octubre de 2008 en Cracovia en el club "Studio". - grabación de vídeo: Mania Studio - realización de un documental „Nostress”: Fabryczna ART - publicado por discográfica: Mystic Production - formato: DVD |
| Przystanek Woodstock 2013 | - fecha de lanzamiento: 4 grudnia 2013 - incluye: a pesar del concierto de 2013, el álbum también contiene fragmentos de canciones de la actuación en el Festival Woodstock Polonia 2012 - publicado por discográfica: Złoty Melon - formato: DVD                                                                 |

## Vídeos
| fecha de estreno        | título               | información adicional |
| diciembre de 2004       | „Zanim pójdę”        | vídeo promocional del álbum "Wszystko jedno" |
| junio de 2005           | „Wrócimy tu jeszcze” | - vídeo promocional del álbum "Wszystko jedno" - realización: Paweł Popko - fotografía: Tomasz Sobański - guion: Happy Sad (escritura original) |
| octubre de 2005         | „Od kiedy ropą”      | - vídeo animado promocional del álbum "Podróże z i pod prąd" - autor del vídeo: Michał Kot |
| 13 de febrero de 2006   | „Nostress”           | - vídeo promocional maxisencillo „Nostress/Łydka” del álbum "Podróże z i pod prąd" - dirección: Antek Nykowski - fotografía: Luk Gut - fotografía hecha en el 14 de enero de 2006 en Varsovia, en el club "Stodoła" - por primera vez en el video de happysad aparecen todos los miembros de la banda, incluido su manager       |
| junio de 2006           | „Łydka”              | - vídeo promocional del álbum "Podróże z i pod prąd" - realización: grupo cinematográfico „Fabryczna ART” - dirección: Jarosław Blonka i Maciej Laskowski - fotografía: Jarosław Blonka - vídeo grabado en marzo de 2006 El grupo Fabryczna Art también produjo el documental "Nostress", incluido en el DVD "Na żywo w Studio". |
| septiembre de 2007      | „Milowy las”         | - vídeo promocional del álbum "Nieprzygoda" |
| marzo de 2008           | „Damy radę”          | - vídeo promocional del álbum "Nieprzygoda" - dirección y guion: Artur Wyrzykowski - fotografía: Tomasz Tarnawski - producción: el estudio de producción „Artcore” |
| enero de 2009           | „Styrana”            | - vídeo de concierto promocional del álbum de concierto "Na żywo w Studio" - realización: Mania Studio |
| octubre de 2009         | „Mów mi dobrze”      | - vídeo promocional del álbum "Mów mi dobrze" - realización: Mania Studio - guion y dirección: Mateusz Winkiel - fotografía: Arkadiusz Żyłka - montaje: Michał Berensztajn |
| septiembre de 2010      | „Made in China”      | - vídeo promocional del álbum "Mów mi dobrze" - realización: Mania Studio - dirección: Mateusz Winkiel - fotografía: Piotr Maczkowski - fotografía hecha en Garwolinie |
| octubre de 2011         | „Ojczyzna”           | - vídeo del concierto promocional del álbum "Zadyszka" |
| 5 de septiembre de 2012 | „Wpuść mnie”         | - vídeo animado promocional del álbum "Ciepło/Zimno" - realización: estudio Box of Emotions - dirección: Robert Kempa, Żaneta Jasińska |
| noviembre de 2012       | „Bez znieczulenia”   | - „no-vídeo oficial” promocional del álbum "Ciepło/Zimno" - editado a base de material de vídeo grabado en febrero de 2012 durante la sesión de grabación del álbum "Ciepło/Zimno" |
| septiembre 2014         | „Smutni ludzie”      | - vídeo promocional del álbum "Jakby nie było jutra" - autor del vídeo: Artur Filipowicz (Mediakraft Polska) |
| septiembre de 2014      | „Ciała detale”       | - vídeo promocional del álbum "Jakby nie było jutra" - autor del vídeo: Artur Filipowicz (Mediakraft Polska) |
| noviembre de 2015       | „Powódź dekady”      | - vídeo promocional del álbum "Jakby nie było jutra" - dirección: Artur Filipowicz i Arek Balcerzyk - fotografía y montaje: Arek Balcerzyk - producción: Mediakraft Polska |
| 3 de enero de 2017      | „Nadzy na mróz”      | - vídeo promocional del álbum "Ciało obce" - dirección y montaje: Grzegorz Lipiec - fotografía: Oskar Kozłowski - producción: Sky Piastowskie |
| 3 de febrero de 2017    | „Dłoń”               | - dirección y montaje: Grzegorz Lipiec - fotografía: Oskar Kozłowski - producción: Sky Piastowskie |
| 12 de febrero de 2017   | „Heroina”            | - dirección y montaje: Grzegorz Lipiec - fotografía: Oskar Kozłowski - producción: Sky Piastowskie |
| 26 de febrero de 2017   | „XXM”                | - dirección y montaje: Grzegorz Lipiec - fotografía: Oskar Kozłowski - producción: Sky Piastowskie |
| 20 de mayo de 2019      | „Cały”               | - video que anuncia el octavo álbum de la banda - dirección: Piotr Starzyk - fotografía: Jakub Burakiewicz (Match&Spark) - producción: Dominika Głuchowska, Janek Szczeniowski (MAKATA) |